# 磯子警察署
磯子警察署（いそごけいさつしょ）は、神奈川県警察が管轄する警察署の一つ。
横浜市警察部隷下、第一方面に属する中規模警察署であり、署長は警視。識別章所属表示はIC。
京浜工業地帯の一端である臨海部から内陸部のベッドタウンまでを管轄とする、およそ16万人が居住する横浜市磯子区ほぼ全域の治安を担っている。
管内には指定暴力団双愛会系事務所が存在する。

## 所在地
- 横浜市磯子区磯子一丁目3番5号

## 管轄区域
- 横浜市磯子区（上町13番地から15番地まで、馬場町13番地、坂下町5番地、下町13番地を除く）

## 沿革
- 1923年（大正12年）11月12日 - 山手本町警察署八幡橋分署を開設。
- 1925年（昭和元年）10月1日 - 山手警察署八幡橋分署に改称。
- 1926年（昭和2年）6月10日 - 八幡橋警察署に昇格。
- 1927年（昭和3年）12月27日 - 現在地に庁舎を新築し磯子警察署に改称。
- 1948年（昭和23年）
  - 3月7日 - 警察法の公布に伴い、自治体警察として横浜市警察が発足。横浜市磯子警察署となる。
  - 6月15日 - 磯子区西根岸下町・西根岸坂下町・西根岸馬場町・西根岸上町の各一部を山手警察署に移管。分区により新設した金沢区は引き続き当警察署の管轄となる。
- 1951年（昭和26年）10月5日 - 管轄区域のうち、横浜市金沢区を新設された横浜市金沢警察署に移管。
- 1955年7月1日 神奈川県警察が横浜市警察を統合したことに伴い、神奈川県磯子警察署となる。
- 1966年6月14日 - 中根岸派出所を横浜市磯子区西町10番1号から同町13番11号に移転し磯子駅前派出所に改称。
- 1981年（昭和56年）10月14日 - 現庁舎が落成。
- 2021年（令和3年）4月1日 - 間坂交番を廃止。

## 組織
署員数約200名
- 署長（警視）
- 副署長（警視）
- 刑事兼生活安全担当次長（警視）
- 警務課 - 警務係、住民相談係
- 留置管理課（平成28年度新設） - 管理係
- 会計課 - 会計係
- 生活安全課 - 防犯少年係、経済保安係
- 地域課（警ら用無線自動車3台、小型警ら車2台） - 地域企画係、地域第一係、地域第二係、地域第三係
- 刑事課 - 刑事総務係、強行犯係、知能犯係、盗犯係、鑑識係、暴力国際犯係、薬物銃器対策係
- 交通課 - 交通総務係、交通捜査係、交通指導係
- 警備課 - 公安係、外事係

（8課体制）
※「神奈川県警察の組織に関する規則（昭和44年神奈川県公安委員会規則第2号）」を参考にした。

## 交番
- 根岸駅前交番 - 磯子区西町13番21号
- 丸山交番 - 磯子区丸山二丁目1番1号
- 岡村交番 - 磯子区岡村六丁目1番11号
- 汐見台交番 - 磯子区汐見台二丁目4番4号
- 森交番 - 磯子区森三丁目18番8号
- 杉田交番 - 磯子区杉田一丁目1番2号
- 洋光台交番 - 磯子区洋光台四丁目1番3号
- 上中里交番 - 磯子区上中里町285番地
- 磯子駅前交番 - 磯子区森一丁目1番1号

### 廃止された交番
- 間坂交番（磯子区磯子三丁目7番1号） - 2021年4月1日廃止

## 自動車ナンバー自動読取装置（Nシステム）
- 磯子区森一丁目（国道16号）
- 磯子区杉田四丁目（国道16号）
- 磯子区磯子五丁目（一般市道）

## 過去の重大事件・事故
- 横浜女子中学生集団飛び降り自殺事件
- 坂本堤弁護士一家殺害事件